# Ponce de Leon
Pour les articles homonymes, voir Ponce de León.
La ville américaine de Ponce de Leon est située dans le comté de Holmes, dans l’État de Floride. Lors du recensement de 2010, sa population s’élevait à 598 habitants.

## Histoire
La localité a été nommée en hommage à Juan Ponce de León, premier Européen à avoir visité la Floride.

## Démographie
| 1970 | 1980 | 1990 | 2000 | 2010 | - |
| ---- | ---- | ---- | ---- | ---- | - |
| 288  | 454  | 406  | 457  | 598  | - |

## Source
- (en) Cet article est partiellement ou en totalité issu de l’article de Wikipédia en anglais intitulé « Ponce de Leon, Florida » (voir la liste des auteurs).